# Walid Tayaa
Walid Tayaa (arabe : وليد طياع), né le 12 juillet 1976 à Tunis, est un réalisateur tunisien.

## Carrière
Après des études en sociologie, il commence à produire des films. Il dirige d'abord des courts métrages amateurs, avant de réaliser son premier court métrage professionnel en 2006, Madame Bahja, qui est diffusé dans la section « Tous les cinémas du monde » au Festival de Cannes. Ensuite, il participe à des stages et suit une formation continue à La Fémis en 2007. Dans la foulée, il réalise deux courts métrages, Prestige (2009) et Vivre (en) (2010) qui gagne le grand prix du Festival du cinéma méditerranéen de Tétouan, avant de sortir son premier long métrage écrit dans le cadre de l'atelier de La Fémis sous la direction d'Ève Deboise, Fataria, sommet arabe, en 2011.
Son court métrage Boulitik produit en 2012 met en scène plusieurs événements de la révolution tunisienne et traite le sujet de la communauté LGBT en Tunisie. Il fait à cette époque partie de la minorité qui soutient publiquement la création de l'association Shams en 2015.
En 2012, il filme également un documentaire sur la féministe tunisienne Dorra Bouzid.

## Filmographie
- 2006 : Madame Bahja
- 2009 : Prestige
- 2010 : Vivre (en)
- 2010 : Les Passionnés
- 2011 : Fataria, sommet arabe
- 2012 : Boulitik
- 2012 : Dorra Bouzid, une Tunisienne, un combat
- 2013 : Journal d'un citoyen ordinaire
- 2014 : El Kef
- 2015 : Café Sidi Amara, Halfaouine

## Séries
- 2016 : Embouteillage